# Waukesha megye
Waukesha megye az Amerikai Egyesült Államokban, azon belül Wisconsin államban található. Megyeszékhelye és legnagyobb városa Waukesha. Lakosainak száma 406 978 fő (2020. április 1.). Waukesha megye Washington, Ozaukee, Milwaukee, Racine, Walworth, Jefferson és Dodge megyékkel határos.

## Népesség
A megye népességének változása:
| Lakosok száma | 390 031 | 390 694 | 392 477 | 393 843 | 396 488 | 406 978 |
|               | 2010    | 2011    | 2012    | 2013    | 2015    | 2020    |